# Naiad (Mond)
Naiad oder Najade (auch Neptun III) ist der innerste und einer der kleineren Monde des Planeten Neptun. Er hat mit sieben Stunden und knapp vier Minuten die kürzeste Umlaufzeit eines Planetenmondes im Sonnensystem.

## Entdeckung und Benennung
Naiad war der letzte Neptunmond, der beim Vorbeiflug der Raumsonde Voyager 2 im Jahre 1989 von Richard John Terrile wohl am oder kurz vor dem 18. September entdeckt wurde. Die Entdeckung wurde am 29. September 1989 bekanntgegeben; der Mond bekam die vorläufige Bezeichnung S/1989 N 6.
Am 16. September 1991 wurde der Mond von der Internationalen Astronomischen Union (IAU) nach den Najaden (altgriechisch für „fließen“ und „fließendes Wasser“) benannt, Quell- und Wassernymphen aus der griechischen Mythologie. Der Name „Naiad“ ist die englische Form des Namens.

## Bahneigenschaften

### Umlaufbahn
Naiad umkreist Neptun auf einer prograden, fast perfekt kreisförmigen Umlaufbahn in einem mittleren Abstand von 48.227 km (ca. 1,947 Neptunradien) von dessen Zentrum, also 23.463 km über dessen Wolkenobergrenze. Dies bedeutet, dass sie der Neptunoberfläche näher ist als der Neptunmittelpunkt selbst. Die Bahnexzentrizität beträgt 0,0003, die Bahn ist 4,74° gegenüber dem Äquator von Neptun geneigt, was verglichen mit den anderen fünf prograden regulären Monden innerhalb der Tritonbahn relativ hoch ist.
Die Umlaufbahn des nächstäußeren Mondes Thalassa ist nur 1840 km von Naiads Orbit entfernt. Naiad (und Thalassa sowie Despina) befinden sich inmitten der beiden innersten Neptunringe, des Galle-Rings (1989 N3R), der 6300 km vom Naiad-Orbit entfernt ist und des LeVerrier-Rings (1989 N2R) in 4970 km Entfernung, wo sich bereits die Innenkante des breiten staubigen Lassell-Rings (1989 N4R) befindet.
Naiad umläuft Neptun in 7 Stunden, 3 Minuten und 56 Sekunden. Dies ist die kürzeste Umlaufzeit aller bekannten Planetenmonde, sie unterschreitet sogar die des Jupitermondes Metis um 33 Sekunden (Metis übertrifft Naiad hingegen durch die Nähe zum Jupiter, die 1,792 Jupiterradien beträgt). Da dies schneller ist als die Rotation des Neptun, geht Naiad vom Neptun aus gesehen im Westen auf und im Osten unter.
Naiad bewegt sich in einem kritischen Abstand, nahe der Roche-Grenze, in einer absinkenden Bahn um den Planeten und wird irgendwann infolge von Gezeitenkräften zu einem Ring auseinandergerissen werden oder in Neptuns Atmosphäre stürzen und dabei verglühen.

### Rotation
Es wird vermutet, dass Naiad synchron rotiert und ihre Achse eine Neigung von 0° aufweist. Von allen inneren Monden im Sonnensystem dürfte Naiad die kürzeste Rotationsperiode besitzen. Noch kürzere Rotationen sind jedoch von den irregulären Saturnmonden Hati und Mundilfari bekannt.

## Physikalische Eigenschaften
Naiad ist ein sehr dunkler, unregelmäßig geformter Körper mit 96 km × 60 km × 52 km Ausdehnung. Er ist der kleinste der inneren regulären Neptunmonde und der zehntgrößte im Neptunsystem. Offenbar wurde der Mond durch keine geologischen Prozesse nach seiner Entstehung geformt. Es ist wahrscheinlich, dass Naiad zu den Rubble Piles gehört, die sich aus Fragmenten von ursprünglichen Monden locker zusammengesetzt haben, die auseinandergebrochen sind, nachdem Neptuns größter Mond Triton von Neptun auf eine anfänglich sehr exzentrische Bahn gezwungen wurde.

## Erforschung
Da Naiad beim Voyager-2-Vorbeiflug entdeckt wurde, konnten – durch die Bewegung der Sonde verursacht – nur verschmierte Bilder von Naiad gemacht werden. Seit dem Vorbeiflug wurde das Neptunsystem von erdbasierten Beobachtungen wie auch dem Hubble-Weltraumteleskop intensiv studiert. 2002–2003 beobachtete das Keck-Observatorium das System mittels adaptiver Optik, wobei zwar die vier größten inneren Monde gefunden wurden, Naiad im Gegensatz zur nächstäußeren Thalassa jedoch nicht lokalisiert werden konnte. Trotz der Fähigkeit von Hubble, alle bekannten Monde zu finden und vielleicht auch neue zu entdecken, die noch lichtschwächer als die von Voyager 2 gefundenen sind, wurde Naiad dennoch nicht gefunden. Es besteht der Verdacht, dass dies auf Fehler in Naiads Ephemeriden zurückzuführen ist.
Im Oktober 2013 meldete das SETI-Institut nach 24 Jahren die Wiederentdeckung des Mondes. Indem die Wissenschaftler Archivbilder des Hubble-Teleskops aus dem Jahr 2004 übereinanderlegten und so eine längere Belichtungszeit simulierten, konnten sie Naiad identifizieren.